# Death on the Road
Death on the Road este un album live aparut sub formă de CD audio și DVD, al trupei britanice de heavy metal Iron Maiden. Albumul a fost înregistrat pe 24 noiembrie, în Dortmund, Germania, în timpul turneului Dance of Death Tour.
CD-ul a fost lansat pe 29 august 2005, iar DVD-ul pe 6 februarie 2006.
Versiunea DVD are 3 discuri: discul 1 și 2 conțin concertul cu sunet stereo și concertul cu sunet Dolby Digital 5.1; discul 3 conține documentare, videoclipuri și materiale bonus.

## Tracklist Album Audio

### Disc 1
1. "Wildest Dreams" – 4:51
2. "Wrathchild" – 2:59
3. "Can I Play with Madness" – 3:31
4. "The Trooper" – 4:11
5. "Dance of Death" – 9:34
6. "Rainmaker" – 4:11
7. "Brave New World" – 6:09
8. "Paschendale" – 10:17
9. "Lord of the Flies" – 5:04

### Disc 2
1. "No More Lies" – 8:06
2. "Hallowed Be Thy Name" – 7:40
3. "Fear of the Dark" – 7:38
4. "Iron Maiden" – 5:09
5. "Journeyman" – 7:02
6. "The Number of the Beast" – 4:57
7. "Run to the Hills" – 4:23

## Tracklist DVD

### Disc 1/2
1. "Wildest Dreams" – 4:51
2. "Wrathchild" – 2:59
3. "Can I Play with Madness" – 3:31
4. "The Trooper" – 4:11
5. "Dance of Death" – 9:34
6. "Rainmaker" – 4:11
7. "Brave New World" – 6:09
8. "Paschendale" – 10:17
9. "Lord of the Flies" – 5:04
10. "No More Lies" – 8:06
11. "Hallowed Be Thy Name" – 7:40
12. "Fear of the Dark" – 7:38
13. "Iron Maiden" – 5:09
14. "Journeyman" – 7:02
15. "The Number of the Beast" – 4:57
16. "Run to the Hills" – 4:23

### Disc 3
1. Documentar "Death On The Road" - aprox. 75 minute
2. Documentar "Life On The Road" - aprox. 45 minute
3. "The Fans" - interviu cu fanii - aprox. 30 minute
4. Promotional EPK - electronic press kit
5. Videoclipuri - "Rainmaker", "Wildest Dreams"
6. Galerie de poze

## Componență
- Bruce Dickinson - voce
- Steve Harris - bas
- Janick Gers - chitară
- Dave Murray - chitară
- Adrian Smith - chitară
- Nicko McBrain - baterie

cu
- Michael Kenney - clape